# Kaundorf (Stauseegemeinde)
Kaundorf (luxemburgisch Kaunerefⓘ, französisch Kaundorf) ist eine Ortschaft in der Stauseegemeinde, Kanton Wiltz, in Luxemburg.

## Lage
Kaundorf liegt an der „Mineschbaach“, einem Zufluss der „Dirbaach“. Durch den Ort verlaufen die CR 316 und CR 318. Nachbarorte sind im Norden Nothum, im Süden Esch-Sauer und im Westen Mecher und Liefrange.

## Sehenswürdigkeiten

### Freiheitsmonument mit Fliegerbombe aus dem 2. Weltkrieg
Im Eingang der Ortschaft, aus Richtung Esch-Sauer kommend, erinnert ein Denkmal zum Gedenken an die Bevölkerung und die alliierten Truppen, die im Zweiten Weltkrieg in der Ardennenschlacht zu leiden hatten. Das Monument besteht aus einer Bombe, die ein US-Flugzeug um die Weihnachtstage 1944 in der Nähe abgeworfen hatte. Am 28. September 1980 wurde diese Gedenkstätte eingeweiht.

### Bunker aus dem 2. Weltkrieg

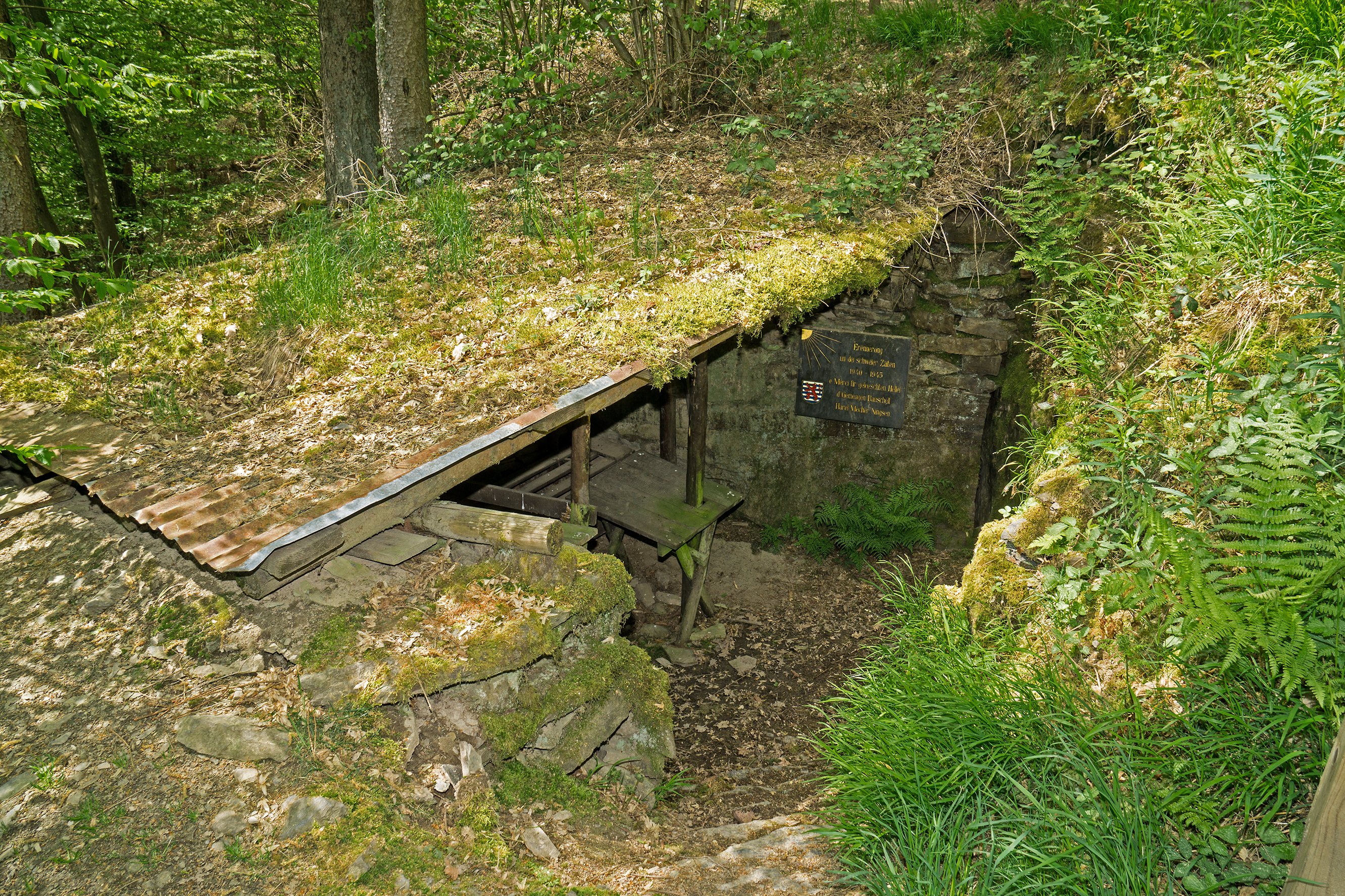
Der unterirdische Bunker „an der Runschelt“ in der Nähe von Kaundorf

In den Wäldern südlich der Ortschaft befindet sich ein unterirdischer Bunker, in dem sich während des Zweiten Weltkriegs Refraktäre versteckt hielten, um dem Einzug in die Wehrmacht zu entgehen. Insgesamt waren während der Nazi-Okkupation fünf Bunker rund um Kaundorf besetzt. 1987 wurde der Bunker „an der Runschelt“ restauriert und unter Denkmalschutz gestellt.

### Sankt-Pirminus-Kapelle

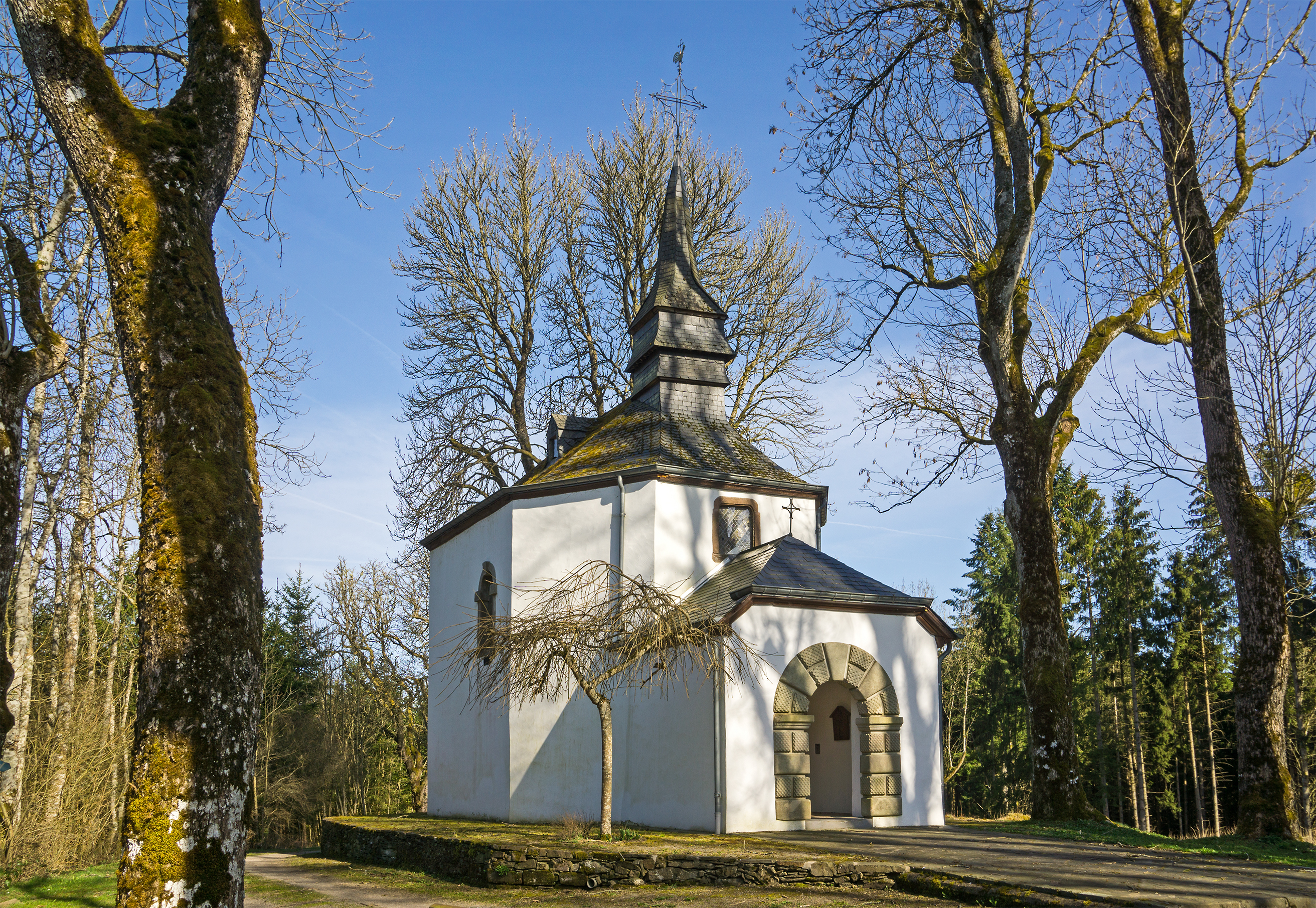
Die Pirminuskapelle in der Nähe von Kaundorf

Zwischen Kaundorf und Büderscheid befindet sich auf einem kleinen Plateau eine Kapelle aus dem 18. Jahrhundert. Im 8. Jahrhundert soll Bischof Pirminus eine Quelle an diesem Ort gesegnet haben. Alljährlich führt an Pfingstmontag eine Prozession von Kaundorf zu diesem Wallfahrtsort.